# Nikolaï Levnikov
Nikolaï Vladislavovitch Levnikov (en russe : Николай Владиславович Левников), né le 15 mai 1956 à Pinsk (Biélorussie), est un ancien arbitre soviétique et russe de football. Il est actuellement le responsable des arbitres russes de football.

## Carrière
Il a officié dans des compétitions majeures : 
- Coupe du monde de football des moins de 20 ans 1995 (2 matchs)
- Euro 1996 (1 match)
- Supercoupe de l'UEFA 1996 (match aller : PSG-Juventus 1-6)
- Coupe des confédérations 1997 (2 matchs)
- Coupe du monde de football de 1998 (1 match : Brésil-Maroc 3-0)